# Носегава
Носегава (яп. 野迫川村 Носэгава-мура) — село в Японии, находящееся в уезде Йосино префектуры Нара. Площадь села составляет 155,03 км², население — 469 человек (1 августа 2014), плотность населения — 3,03 чел./км².

## Географическое положение
Село расположено на острове Хонсю в префектуре Нара региона Кинки. С ним граничат города Годзё, Танабэ, посёлки Коя, Кацураги, Аридагава и село Тоцукава.

## Население
Население села составляет 469 человек (1 августа 2014), а плотность — 3,03 чел./км². Изменение численности населения с 1980 по 2005 годы:
| 1980 | 1121 чел. |  |
| 1985 | 1213 чел. |  |
| 1990 | 926 чел.  |  |
| 1995 | 875 чел.  |  |
| 2000 | 783 чел.  |  |
| 2005 | 743 чел.  |  |

## Символика
Деревом села считается берёза плосколистная, цветком — Hymenanthes, птицей — Cettia diphone.